# Vilvoorde (stacja kolejowa)
Vilvoorde (niderl. Station Vilvoorde) – stacja kolejowa w Vilvoorde, w prowincji Brabancja Flamandzka, w Belgii. Znajduje się na linii Bruksela - Antwerpia. Jest to pierwsza publiczna stacja kolejowa w kontynentalnej Europie.
Stacja znajduje się na poziomie ulicy, natomiast perony położone są na nasypie. Budynek dworca pochodzi z 1882 roku i jest zbudowany w stylu neorenesansu flamandzkiego. Od 1975 roku jest chroniony jako obiekt zabytkowy.

## Linie kolejowe
- 25 Bruksela - Antwerpia
- 27 Bruksela - Antwerpia

## Połączenia
Codzienne
| Typ pociągu | Trasa                                          | Częstotliwość |
| ----------- | ---------------------------------------------- | ------------- |
| L           | Bruxelles Midi - Mechelen - Antwerpen-Centraal | 1x/u          |

Tygodniowe
| Typ pociągu | Trasa                                         | Częstotliwość       |
| ----------- | --------------------------------------------- | ------------------- |
| IC 11       | Binche - Bruxelles Midi - Mechelen - Turnhout | 1x/u                |
| IC 22       | Bruxelles Midi - Antwerpia - Essen            | 1x/u                |
| IC 31       | Bruxelles Midi - Antwerpen-Centraal           | 1x/u                |
| L           | Nijvel - Bruxelles Midi - Antwerpen-Centraal  | 1x/u                |
| L           | Mechelen - Halle                              | 1x/u                |
| L           | Mechelen - Bruxelles-Luxembourg               | 1x/u                |
| P           | Różne kierunki                                | W godzinach szczytu |

Weekendpwe
| Typ pociągu | Trasa                                             | Częstotliwość |
| ----------- | ------------------------------------------------- | ------------- |
| IC 22       | Binche - Bruksela - Antwerpen-Centraal            | 1x/u          |
| IC 31       | Charleroi-Central - Bruksela - Antwerpen-Centraal | 1x/u          |